# The Office Boys
The Office Boys (aus dem Englischen sinngemäß übersetzt Die Laufburschen) sind eine Gruppe von Klippenfelsen im Archipel Südgeorgiens und der Südlichen Sandwichinseln. Sie liegen 60 km ostsüdöstlich des südöstlichen Endes Südgeorgiens am nördlichen Ende der Clerke Rocks.
Der britische Seefahrer James Cook entdeckte die Clerke Rocks im Jahr 1755. Die Benennung erfolgte vermutlich durch Wissenschaftler der britischen Discovery Investigations, welche dieses Gebiet in den Jahren von 1926 bis 1930 erkundeten.